# ملکه میونگ‌سونگ
ملکه کیم میونگ‌سونگ (کره‌ای: 명성왕후؛ ۳ ژوئن ۱۶۴۲ – ۱۱ ژانویه ۱۶۸۴) 
از قبیله چونگ‌پونگ کیم، ملکه هم‌نشین پادشاه هیون‌جونگ، هجدهمین پادشاه چوسان بود. او از سال ۱۶۵۹ تا زمان مرگ همسرش در سال ۱۶۷۴، ملکه چوسان بود و پس از آن از او به عنوان ملکه مادر هیون‌ریول (کره‌ای: 현렬왕대비) تجلیل شد.

## در فرهنگ عامه
- بازی شده توسط کیم هه سوک در مجموعه تلویزیونی سال ۱۹۸۸ ام‌بی‌سی، ۵۰۰ سال سلسله چوسان: ملکه این‌هیون (اپیزود هشتم)
- بازی شده توسط کیون می ری در مجموعه تلویزیونی سال ۱۹۹۵ اس‌بی‌اس، جانگ هی بین
- بازی شده توسط کیم یونگ ئه در مجموعه تلویزیونی سال ۲۰۰۲ کی‌بی‌اس۲، داستان سلطنتی: جانگ هی بین
- بازی شده توسط یه سو جونگ در فیلم سال ۲۰۰۷، سایه‌ها‌ در قصر
- بازی شده توسط پارک جونگ سو در مجموعه تلویزیونی سال ۲۰۱۰ ام‌بی‌سی، افسانه دونگ‌یی
- بازی شده توسط لی گا هیون در مجموعه تلویزیونی سال ۲۰۱۲ ام‌بی‌سی، دکتر اسب
- بازی شده توسط کیم سون کیونگ در مجموعه تلویزیونی سال ۲۰۱۳ اس‌بی‌اس، جانگ اوک‌جونگ، زندگی برای عشق